# Луи-Фердинанд Гогенцоллерн
Луи Фердинанд Оскар Кристиан Прусский (нем. Louis Ferdinand Oskar Christian Prinz von Preußen), также Луи Фердинанд II или Луи Фердинанд-младший, прозвище «Лулу»; 25 августа 1944, Гольцов — 11 июля 1977, Бремен) — пятый из семи детей и третий сын, князя Луи Фердинанда Прусского и его жены великой княгини Киры Кирилловны.

## Биография
Луи Фердинанд родился в 1944 году в Гольцове. В 1967 году ушёл добровольцем служить в бундесвер с целью стать офицером. В 1972 году начал работать в банке, и продолжал служить в своей военной части на регулярной основе. В 1977 году попал в тяжёлую аварию во время военных маневров, застряв между двух автомобилей. Его нога была ампутирована и он скончался через несколько недель — 11 июля 1977 года в Бремене.
После того, как два старших брата Луи Фердинанда — Фридрих Вильгельм и Михаил — заключили морганатические браки, к нему перешло главенство в династии и гипотетические права на престол.
Deutschlandtreffen der Pommern (Kiel 33.670).jpg

## Семья
24 мая 1975 года Луи Фердинанд женился на графине Донате Эмме Кастель-Рюденхаузен (21.06.1950 — 05.09.2015). У них было двое детей:
- Принц Георг Фридрих Фердинанд Прусский (родился 10 июня 1976 года),
- Принцесса Корнели-Сесиль Виктория Луиза Прусская (родилась 30 января 1978 года после гибели отца) — родилась инвалидом.